# Andries Malan
Andries Malan (* 20. Oktober 1994 in Paarl) ist ein südafrikanischer Badmintonspieler.

## Karriere
Andries Malan startete 2010 und 2012 bei den Badminton-Juniorenweltmeisterschaften. 2011 gewann er zwei Titel bei den Juniorenafrikameisterschaften, zwei Jahre später wurde er bereits Afrikameister bei den Erwachsenen. 2012 siegte er gemeinsam mit Willem Viljoen im Doppel bei den South Africa International, 2013 mit Willem Viljoen bei den Mauritius International.